# Münzzeichen
Münzzeichen oder Prägezeichen sind zur Kennzeichnung der Herkunft einer Münze im Stempel eingeschnittene Buchstaben (Münzbuchstaben), Zahlen oder Symbole und befinden sich auf vielen Münzen, die als Zahlungsmittel dienen. Das Prägezeichen wird bei der Münzprägung eingedrückt. Grundsätzlich muss bei Münzen zwischen dem Münzstättenzeichen, abgekürzt Mzz., das heißt Münzzeichen, dem Münzmeisterzeichen (Kennzeichnung des Münzmeisters), abgekürzt Mmz., und der Künstlersignatur unterschieden werden. Mitunter wird mit „Münzzeichen“ sowohl das Zeichen der Münzstätte als auch das Münzmeisterzeichen genannt. Auch werden manche Münzzeichen auf Anlagemünzen oder Sammlermünzen von Prägestätten verwendet, um bestimmte Anlässe zu würdigen oder limitierte Auflagen zu kennzeichnen („Privy Mark“).

## Münzzeichen für Prägestätten
In vielen Ländern besteht das Prägestättenzeichen aus einem Buchstaben oder einer kurzen Buchstabenkombination, die jeweils für eine bestimmte Prägeanstalt stehen.

### Deutschland
Die Deutschen Euromünzen haben wie auch schon die DM-Münzen einen Buchstaben, der auf die Prägestätte hinweist, die die Münze hergestellt hat. Deutschland ist das einzige Euro emittierende Land, das mehr als eine Prägestätte mit der Münzherstellung beauftragt. Die Auflagen sind ähnlich verteilt. Die Kennbuchstaben der deutschen Münzprägeanstalten lauten:
- A – Staatliche Münze Berlin (bereits seit 1750)
- D – Bayerisches Hauptmünzamt, München
- F – Staatliche Münze Stuttgart
- G – Staatliche Münze Karlsruhe
- J – Hamburgische Münze

Früher gab es in Deutschland noch weitere Prägestätten mit verschiedenen Münzzeichen. Eine weitere Aufstellung findet sich im Artikel Münzprägeanstalt.
DDR-Münzen wurden mehrheitlich in Berlin geprägt und hatten demzufolge das Münzzeichen A. Einzige Ausnahme bilden die bis 1953 in der Münzstätte Muldenhütten bei Freiberg (Sachsen) geprägten Münzen mit dem Münzzeichen E, welches von der vorherigen Münzstätte Dresden übernommen wurde.

### Frankreich
In der Monnaie de Paris geprägte Münzen trugen ab 1559 zunächst das Münzzeichen A.
Münzen aus Metz zwischen 1693 und 1802 hatten das Münzzeichen AA. 1973 wurde die Produktion nach Pessac verlagert; Münzen haben nunmehr ein stilisiertes Füllhorn.

### Österreich
Die in Wien (Münze Österreich) geprägten Münzen trugen von 1766 bis 1868 das Münzzeichen A.

### Schweiz
Schweizer Münzen tragen das Münzzeichen B für die Swissmint in Bern. In den Jahren 1970–1985 wurde das Münzzeichen auf den Berner Prägungen allerdings weggelassen. Die Fünfzigrappenstücke der Jahre 1968 und 1969 sowie die Ein- und Zweifrankenstücke des Jahres 1968 existieren sowohl mit als auch ohne Münzzeichen. Die Stücke ohne Münzzeichen wurden in London geprägt. Die Kapazitäten der Eidgenössischen Münzstätte reichten damals nicht mehr aus, da nach dem starken Preisanstieg des Silbers die Silbermünzen gehortet wurden und durch Kupfernickel-Münzen ersetzt werden mussten. Ebenfalls in London geprägt wurden alle Zweirappenstücke des Jahrgangs 1969 (ohne Münzzeichen), ein Teil der Fünfzigrappenstücke des Jahres 1970 (nicht unterscheidbar von den Berner Prägungen, da beide ohne Münzzeichen) und ein Teil der Einfrankenstücke des Jahres 1969 (trotzdem mit „B“, d. h. nicht von den Berner Prägungen unterscheidbar).
Schweizer Münzen des 19. Jahrhunderts existieren auch mit den folgenden Münzzeichen:
- A – Paris
- AB und BB – Straßburg
- B. (mit Punkt) – Brüssel

### USA
Die US-Dollarmünzen werden von der United States Mint hergestellt und tragen folgende Münzzeichen:
- P – Prägestätte Philadelphia Mint (vor 1980 ohne Münzzeichen)
- D – Prägestätte Denver Mint
- S – Prägestätte San Francisco Mint
- W – Prägestätte West Point Mint
- CC – Prägestätte Carson City Mint
- C – Prägestätte Charlotte Mint
- O – Prägestätte New Orleans Mint

## Länderkennungen auf Euro-Münzen

### Für das Land der Prägestätte
Griechenland war bei der Einführung des Euro 2002 nicht in der Lage, alle seiner Euromünzen selbst zu prägen, und vergab deshalb Prägeaufträge an ausländische Prägestätten. Diese „fremdgeprägten“ Münzen erhielten in einem der zwölf Euro-Sterne eine Länderkennung der jeweiligen Prägestätte: E (España) für Spanien, F (France) für Frankreich, S (Suomi) für Finnland. Luxemburg, das über keine eigene Münzstätte verfügt, ließ seine Münzen 2007 und 2008 in Frankreich prägen und kennzeichnete diese mit einem F im 5-Uhr-Stern. Hingegen stand das S für Suomi/Finnland, wo Luxemburg seine Münzen 2005 und 2006 hatte prägen lassen, neben der Jahreszahl. Slowenien hingegen markierte die finnischen „Fremdprägungen“ von 2007 stattdessen mit einem Fi neben dem 6-Uhr-Stern. Malta kennzeichnete seine in Frankreich geprägten Münzen 2008 mit einem F im 6-Uhr-Stern, ebenso – teilweise – die von 2016 bis 2021.

### Für das Ausgabeland
Seit Anfang 2018 kennzeichnet Luxemburg, das über keine eigene Münzstätte verfügt, seine Euro-Umlaufmünzen – zumindest die nicht in spezieller Prägetechnik oder Verpackung angebotenen – mit einem Luxemburg als Ausgabeland symbolisierenden Münzzeichen, dem Löwen als Wappentier Luxemburgs.

## Privy-Mark-Münzzeichen
In den letzten Jahren werden Münzzeichen verstärkt verwendet, um einzelne Jahrgänge oder Serienvarianten von Anlage- und Sammlermünzen zu kennzeichnen und so eine Limitierung der Stückzahl zu erzielen. Im englischen Sprachraum werden solche Münzzeichen als Privy Mark bezeichnet.
Beispiele für Münzen mit Privy mark sind die Maple-Leaf-Silber- und Goldmünzen der Royal Canadian Mint und die seit 2010 von Malawi bzw. Gabun ausgegebene Silberunze Afrikanischer Springbock.